# Vidalia (logiciel)
Vidalia est une interface graphique multiplateforme pour contrôler Tor, construite à l'aide de Qt. Il permet à l'utilisateur de démarrer, d'arrêter ou d'afficher l'état de Tor, d'afficher, de filtrer ou de rechercher les messages du journal, de surveiller l'utilisation de la bande passante et de configurer certains aspects de Tor. Vidalia facilite également la contribution au réseau Tor en aidant éventuellement l'utilisateur à configurer un relais Tor.
Une autre caractéristique importante de Vidalia est sa carte du réseau Tor, qui permet à l'utilisateur de voir l'emplacement géographique des relais sur le réseau Tor, ainsi que la destination du trafic des applications de l'utilisateur.
Le nom vient de l'oignon Vidalia (en) (Tor utilise le routage en oignon).
Vidalia est publié sous la licence publique générale GNU. Il fonctionne sur n'importe quelle plate-forme prise en charge par Qt 4.2, dont Windows, MacOS et Linux ou d'autres variantes de type Unix utilisant le système de fenêtres X Window System.
Vidalia n'est plus maintenu ou pris en charge, et les développeurs Tor ne recommandent plus son utilisation.